# Амогхасіддхи

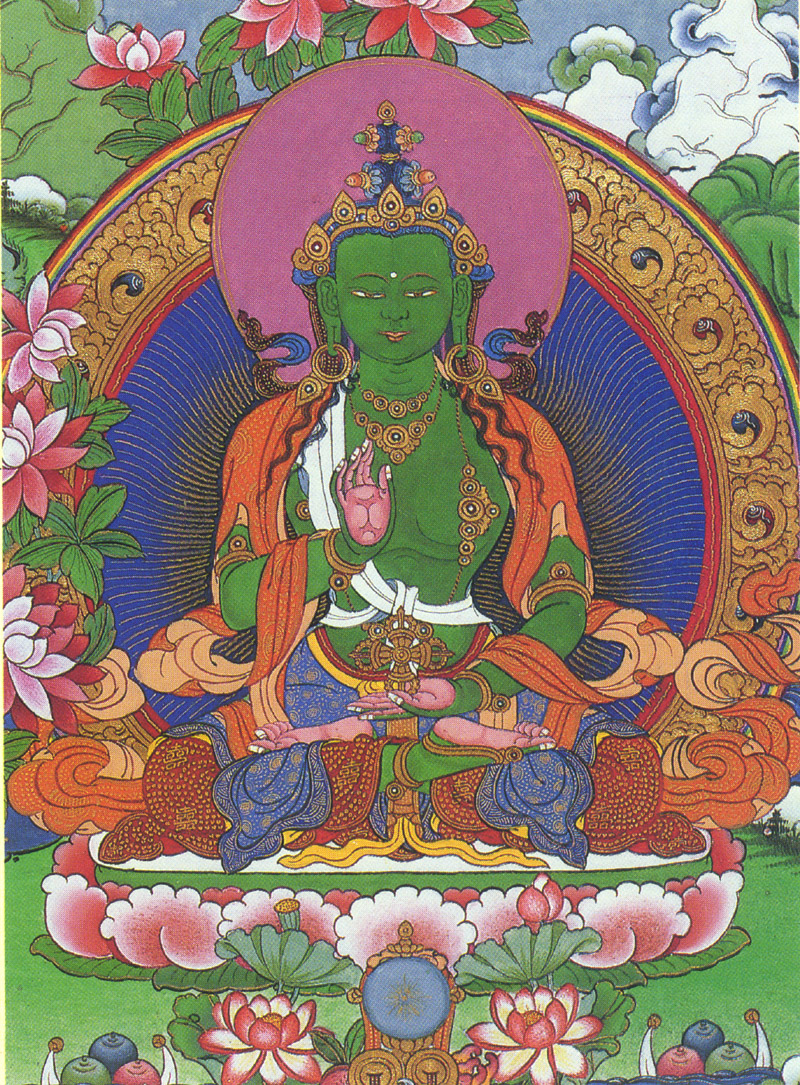
Амогхасіддхи

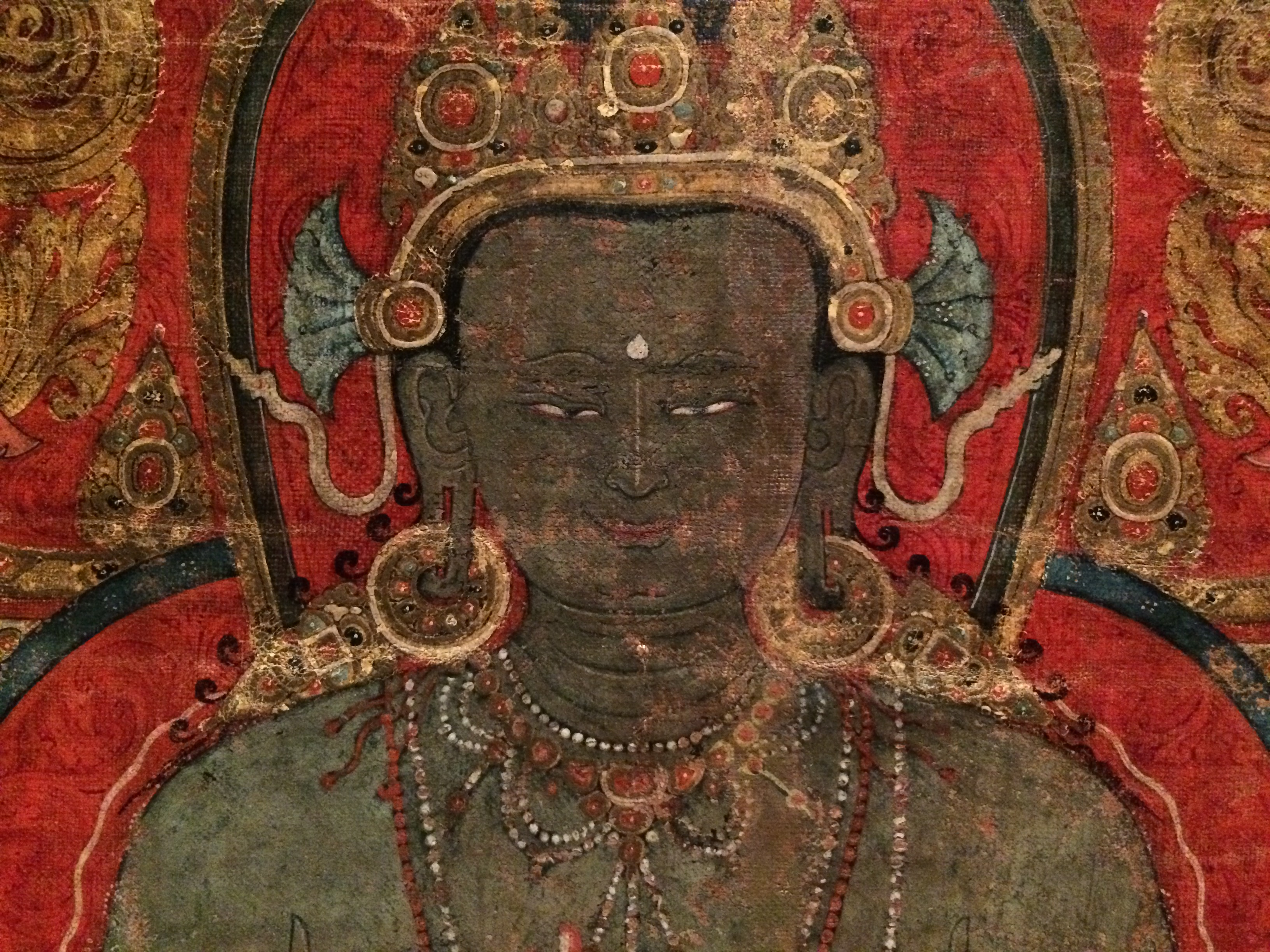
Тибетський Будда Амогхасіддхи, фрагмент, XIII—XIV ст.

Амогхасіддхи (санскр. अमोघसिद्धि / Amoghasiddhi; тиб. [don yod grub pa]/Доньйо Друппа, букв. «Успішне Досягнення», «Вірне Доссягнення»; кит. 成就如來 /Chengjiu Rulai; яп. 不空成就如来 / Fukūjōju Nyorai) — один з п'яти Будд Мудрості в буддизмі Ваджраяни, що походять від первісного Аді-будди, ці п'ять Будд відповідають п'яти усвідомленим аспектам реальності та п'яти скандхам.
Сімейство Дії (Карми)

## Іконографія
Тіло Амогхасіддхі зображують зеленим кольором, сидить у позі лотоса, на півночі. Його права кисть знаходиться біля серцевої чакри в мудрі захисту (і благословення), долонею до того хто споглядає Будду (назовні), пальці випрямлені. Ліва рука розташована на лівому стегні (по центральній лінії тіла), долонею вверх, у якій є подвійна хрестоподібна ваджра (Вішва-ваджра), інколи ця рука зображується біля грудей, нижче правої руки.
Стихія Повітря. Відповідає безстрашності.

## Мантра
Oṃ amoghasiddhi āḥ hūṃ 
або 
Om Amoghasiddhi Ah